# Otton Matuszek
Otton Matuszek vel Otto Matuschek (ur. 4 listopada 1888 w Skoczowie, zm. ?) – podpułkownik dyplomowany piechoty Wojska Polskiego.

## Życiorys
Urodził się 4 listopada 1888 w Skoczowie, w ówczesnym powiecie bielskim Księstwa Górnego i Dolnego Śląska.
Jesienią 1907 rozpoczął służbę w cesarskiej i królewskiej Armii. Został wcielony do Śląsko-Morawskiego pułku piechoty nr 100 w Krakowie. W szeregach tego pułku wziął udział w mobilizacji sił zbrojnych Monarchii Austro-Węgierskiej, wprowadzonej w związku z wojną na Bałkanach (1912–1913), a później walczył na frontach I wojny światowej. W czasie służby w c. i k. armii awansował na kolejne stopnie: kadeta–zastępcy oficera (starszeństwo z 1 września 1917), chorążego (1908 ze starszeństwem z 1 września 1917), porucznika (starszeństwo z 1 maja 1910), nadporucznika (starszeństwo z 1 sierpnia 1914) i kapitana (starszeństwo z 1 maja 1917).
3 września 1919 został przyjęty do Wojska Polskiego z byłej armii austro-węgierskiej z zatwierdzeniem posiadanego stopnia kapitana ze starszeństwem z dniem 1 maja 1917 i przydzielony do 6 Dywizji Piechoty. 15 lipca 1920 został zatwierdzony z dniem 1 kwietnia 1920 w stopniu majora, w piechocie, w grupie oficerów byłej armii austro-węgierskiej. W tym czasie nadal służył w dowództwie 6 Dywizji Piechoty.
W maju 1921 został przydzielony z Sekcji Opieki Naczelnego Dowództwa Wojska Polskiego do 3 pułku Strzelców Podhalańskich. 3 maja 1922 został zweryfikowany w stopniu majora ze starszeństwem z dniem 1 czerwca 1919 i 102. lokatą w korpusie oficerów piechoty. 10 lipca 1922 został zatwierdzony na stanowisku pełniącego obowiązki zastępcy dowódcy 63 pułku piechoty w Toruniu z równoczesnym przeniesieniem z 3 psp. W październiku 1923 został odkomenderowany z 63 pp do Centralnej Szkoły Strzelniczej w Toruniu, a w następnym miesiącu przydzielony do tej szkoły na stanowisko dowódcy oddziałów oficerskich. 31 marca 1924 został awansowany do stopnia podpułkownika ze starszeństwem z dniem 1 lipca 1923 i 49. lokatą w korpusie oficerów piechoty.
W latach 1924–1926 był słuchaczem kursu normalnego w Wyższej Szkole Wojennej (franc. École supérieure de guerre) w Paryżu. Z dniem 1 stycznia 1927 został przydzielony do dyspozycji szefa Sztabu Generalnego z równoczesnym przeniesieniem służbowym do Oddziału III Sztabu Generalnego na okres trzech miesięcy. W kwietniu tego roku został przydzielony do Oddziału IV Sztabu Generalnego, a z dniem 5 maja 1927 wyznaczony w tym oddziale na stanowisko wojskowego inspektora transportowego. 23 grudnia 1927 został przeniesiony do kadry oficerów piechoty z pozostawieniem na dotychczas zajmowanym stanowisku. Z dniem 15 lipca 1928 został przeniesiony służbowo na stanowisko delegata Sztabu Głównego przy Dyrekcji Polskich Kolei Państwowych w Katowicach. W marcu 1931 został przeniesiony do Powiatowej Komendy Uzupełnień Pińczów na stanowisko komendanta. W grudniu tego roku został zwolniony ze stanowiska i oddany do dyspozycji dowódcy Okręgu Korpusu Nr X, a z dniem 29 lutego 1932 przeniesiony w stan spoczynku. W 1934, jako oficer stanu spoczynku pozostawał w ewidencji Powiatowej Komendy Uzupełnień Katowice. Posiadał przydział do Oficerskiej Kadry Okręgowej Nr V. Był wówczas „przewidziany do użycia w czasie wojny”. Mieszkał w Katowicach przy ul. Wojewódzkiej 7.

## Ordery i odznaczenia
W czasie służby w c. i k. armii otrzymał:
- Srebrny Medal Zasługi Wojskowej z mieczami na wstążce Krzyża Zasługi Wojskowej,
- Brązowy Medal Zasługi Wojskowej z mieczami na wstążce Krzyża Zasługi Wojskowej,
- Krzyż Wojskowy Karola,
- Krzyż Jubileuszowy Wojskowy,
- Krzyż Pamiątkowy Mobilizacji 1912–1913[7].